# Rosterminalugol
Rosterminalugol OAO (russisch Ростерминалуголь, Kofferwort aus Rossija ‚Russland‘, terminal und ugol ‚Kohle‘) ist ein Hafenbetreiber, der in Ust-Luga ein Kohleterminal betreibt. Laut Eigenangaben wurden 2016 18,1 Millionen Tonnen Kohle umgeschlagen.

## Betreiber
Seit 2016 gehört Rosterminalugol zur Holdinggesellschaft „Uprawljaiuschtschaja portowaja kompanija“.

## Lage
Der Hafen liegt in der Lugabucht des Finnischen Meerbusens in der Nähe von Ust-Luga. Das von Rosterminalugol betriebene Terminal verfügt über zwei Tiefwasserkais, die insgesamt 564 m lang sind. Der Hafen hat eine Tiefe zwischen 14 und 16 m. Der maximal zulässige Tiefgang beträgt 12,7 und 14,55 m. Er kann von Schiffen bis hin zur Größenklasse Post-Panmax mit Ladevermögen von bis zu 110000 Tonnen mit einer maximalen Breite bis zu 44 m und einer Länge von bis zu 260 m ganzjährig angelaufen werden.

## Geschichte
Rosterminalugol wurde im Jahr 1996 gegründet. Als geeigneter Standort für den Hafen wurde das südliche Ufer der Lugabucht etwa 12 km nord-österlich von Ust-Luga im Rajon Kingissepp der Oblast Leningrad ausgewählt.
Die im Jahr 1996 geplante Kapazität des Terminals betrug 8 Millionen Tonnen Kohle jährlich. Bis 2016 hat sich die Kapazität mehr als verdoppelt. Im Jahr 2016 wurden über das Rosterminalugol 18 Millionen Tonnen Kohle verladen.
Im Januar 2006 wurde die automatisierte Umschlaganlage im Beisein von Wladimir Putin eingeweiht.

## Verladung
Der jährliche Güterumschlag weist einen Zuwachs von 3,4 % auf. Die 18-millionste Tonne im laufenden Jahr wurde Ende Dezember des Jahres 2016 mittels Bord-Bord-Verladungssystem unter Anwendung der neu betriebenen Schüttanlage PS-11 verladen. Die Anlage ermöglicht den gleichzeitigen Einsatz von zwei Wagenkippern zur Entladung,.
Laut letztem Jahresabschluss ist die Anzahl der verladenen Wagen auf 252.000 gestiegen, im Hafen wurden 283 Schiffe abgefertigt. Die größten Mengen der über das Rosterminalugol verschifften Kohle gehen in die Niederlande, nach Deutschland, Großbritannien und in die Türkei.
Der Kohleumschlagprozess von der Eisenbahn bis zum Seetransport erfolgt automatisiert. Die Wagen werden mittels zweier Wagenkipper entladen, die in etwa drei Minuten vier Halbwagen umkippen können. Zum ersten Mal in Russland wurden Wagenschiebebühnen eingesetzt, so dass die leichten Züge schnell eingereiht und entladen werden können. Die Wagenschiebebühnen fördern die Wagen auf parallelen Gleisen ohne zusätzliche Schiebeweichen. Im Winter werden Wagenentfroster mit IR-Strahlern eingesetzt. Danach wird die Kohle auf Förderbändern transportiert und durch ein Sieb mit Maschengrößen von 280 mm geschüttet. Weiter geht die Kohle durch eine Absaugvorrichtung. Je nach dem Verladungsschema wird die Kohle automatisch auf eine der vier Lager oder direkt auf das Schiff transportiert. Zwei Schiffsbelademaschinen an zwei Kais können gleichzeitig zwei Panamax-Schiffe beladen werden.
Im Umschlag wird die Kohle von Beimischungen gereinigt und die notwendige Korngröße erreicht. Direkt vor der Verladung werden die Kohlenproben entnommen.

## Umweltschutz
Rosterminalugol hat ein langfristiges Umweltschutzkonzept für die Stauereitätigkeit entwickelt.
Zur Vermeidung negativer Einwirkungen auf die Ostsee sowie zur Bewahrung der Umweltbilanz in der Ostsee im Rahmen des internationalen Abkommens HELCOM (Konvention für den Schutz der Meeresumwelt im Ostseeraum, abgeschlossen in Helsinki im Jahre 1992) modernisiert Rosterminalugol die Kläranlage im Kohlenterminal. Im November 2016 wurden mit finanzieller Unterstützung von Rosterminalugol 1300 zweijährige Lachsforellen in den Fluss Swir ausgesetzt. Im Dezember 2016 hat Rosterminalugol ein Abkommen im Umweltschutzbereich mit der Verwaltung des Kreises Kingissep des Oblast Leningrad unterzeichnet.